# Carnegiella strigata
La Carnegiella strigata, conosciuto in italiano come carnegiella o pesce accetta rigato, è un pesce osseo d'acqua dolce della famiglia Gasteropelecidae.

## Distribuzione e habitat
È presente in tutto il bacino del Rio delle Amazzoni, in America meridionale.

## Descrizione
Ha corpo appiattito con la porzione ventrale fortemente arcuata, mentre il dorso è quasi orizzontale. 
La femmina ha il profilo più panciuto.
Il colore di fondo è un verde-grigiastro interrotto da striature nero-marroni. 
Misura fino a 3,5 cm.

## Biologia
Vive in banchi nei pressi della superficie, in acque libere. Può effettuare salti piuttosto alti fuor d'acqua, aiutandosi con le pinne pettorali.

### Alimentazione
Si ciba di piccoli invertebrati come insetti e crostacei.

### Riproduzione

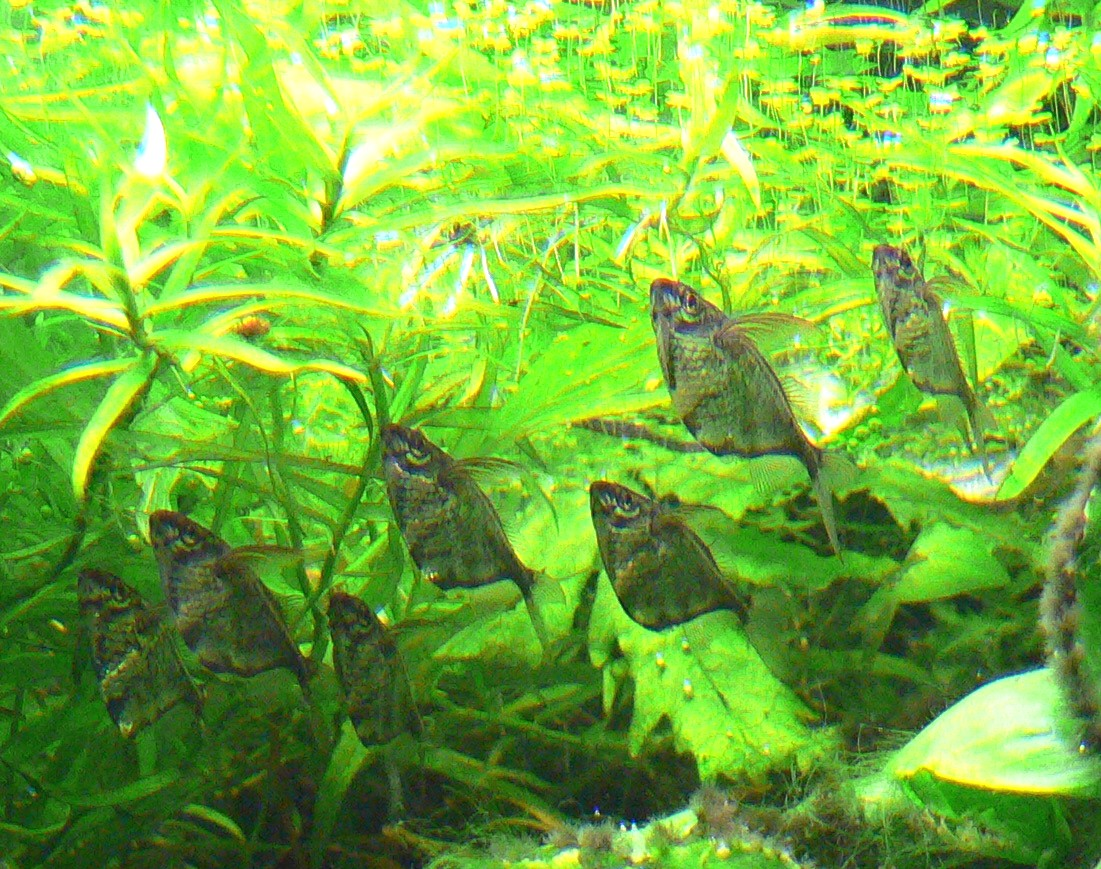
Un banco

Le uova sono deposte sul fondo.

## Acquariofilia
È spesso allevato negli acquari domestici in gruppi di almeno 5 individui. Bisogna coprire bene la vasca perché questi pesci tendono a saltare fuor d'acqua.